# Edward J. Erickson
Edward J. Erickson, né le 3 novembre 1950, est un officier et un historien américain.

## Biographie
Edward J. Erickson sert dans l'infanterie, puis dans l'artillerie, de l'armée des États-Unis. Il combat pendant la guerre du Golfe, puis termine sa carrière dans les services de l'OTAN, à Izmir, puis Naples, et enfin Sarajevo.
Il prend sa retraite en octobre 1997, avec le grade de lieutenant-colonel.
Il reprend alors ses études d'histoire — interrompues par son rappel, pendant l'année 2003, en Irak —, d'abord à la Colgate University de New York, puis à l'université de Leeds (Grande-Bretagne), où il soutient sa thèse de doctorat en 2005 : The Strength of an Army, Ottoman Military Effectiveness in the First World War. Il est depuis chercheur au Centre d'études sur la Première Guerre mondiale de l'université de Birmingham. L'argument principal défendu dans la thèse est que l'armée ottomane, malgré d'indéniable insuffisances, était, en 1914-1918, une armée efficace. En particulier, Edward J. Erickson attribue la plus grande part de responsabilité aux Ottomans (et non aux Allemands) dans la victoire de Gallipoli, et rappelle qu'entre la bataille de Yorktown en 1781 et la prise de Singapour par l'armée japonaise en 1942, aucune armée n'a fait plus de prisonniers britanniques que les forces ottomanes à Kut el-Amara, en 1916.
Après avoir enseigné à la Norwich High School de New York, il est devenu maître de conférences à l'université de formation des Marines (Marine Corps University), membre du bureau de l'Institute of Turkish Studies (Georgetown University) et du comité de rédaction de l’International Review of Turkish Studies, créée en 2010 à l'université d'Utrecht (Pays-Bas).
Les recherches d'Edward J. Erickson portent principalement sur l'armée ottomane. À ce titre, il a approuvé les analyses de Guenter Lewy sur le génocide arménien de 1915-1916, et prolongé cette critique du terme génocide. Il a, par ailleurs, été le consultant et le commentateur d'un documentaire diffusé en 2006 par le Public Broadcasting Service (PBS, télévision publique américaine) : Blood & Oil: World War One in the Middle East.

## Principales publications
- The Euphrates Triangle, Security Implications of the Southeast Anatolia Project, Washington, National Defense University Press, 1999 (en collaboration avec F. M. Lorenz).
- Ordered To Die, A History of the Ottoman Army in the First World War, Westport (Connecticut), Greenwood Publications Group, 2001. Traduit en turc : Size Ölmeyi Emrediyorum! Bininci Dünya Savaş'nda Osmanlı Ordusu, Istanbul, Kitap Yayinevi, 2003.
- « Turkey: Armed Forces » (essai bibliographique), dans Charles Messenger (dir.), The Reader's Guide to Military History, Londres, Fitzroy Dearborn Publishers, 2001.
- Contributions à Dennis Showalter (dir.), History in Dispute: The First World War, Détroit, St. Martin's Press, 2002.
- Defeat in Detail, The Ottoman Army in the Balkans, 1912-1913, Westport (Connecticut), Praeger Publishers, 2003. Traduit en turc : Büyük Hezimet: Balkan Harplerinde Osmanlı Ordusu, Istanbul, İş Bankası, 2013.
- « The Turkish Official Military Histories of the First World War: A Bibliographical Essay », Middle Eastern Studies, XXXIX, 2003, p. 190-198.
- « Turkey as regional hegemon—2014: strategic implications for the United States », Turkish Studies, V-3, 2004, pp. 25-45.
- Ottoman Army Effectiveness in W.W.I: A Comparative Study, Londres-New York, Routledge, 2007. Traduit en turc : I. Dünya Savaşında Osmanlı Ordusu (Çanakkale, Kutü'l-Amare ve Filistin Cephesi), Istanbul, İş Bankası, 2009.
- The Sultan's Army, A History of the Ottoman Military, 1300-1923, Westport (Connecticut), Praeger Publishers, 2007 (en collaboration avec Mesut Uyar).
- Gallipoli and the Middle East 1914-1918, Londres, Amber Books, 2008.
- By the Light of a Candle. The Diaries of a Reserve Officer in the Ottoman Army - First World War Diaries and Other Records of the Period of 1915-1919, Istanbul-Piscataway (New Jersey), The Isis Press/Gorgias Press, 2009 (édition et traduction du journal de guerre de l’officier Ragip Nurettin Ege).
- Gallipoli: The Ottoman Campaign, Barnsley, Pen & Sword Books, 2010. Traduit en turc : Gelibolu. Osmanlı Harekatı, İstanbul, İş Bankası Kültür Yayınları, 2015.
- « Template for Destruction: The Congress of Berlin and the Evolution of Ottoman Counterinsurgency Practices », dans Hakan Yavuz et Peter Slugett (dir.), War and Diplomacy. The Russo-Turkish War of 1877–1878 and the Treaty of Berlin, Salt Lake City, University of Utah Press, 2011.
- « In the Nick of Time: Transformation in the Ottoman Army, 1911 », dans Peter Dennis et Jeffrey Grey (dir.), 1911 Preliminary Moves. The 2011 Chief of Army History Conference, Canberra, Big Sky Publishing, 2011.
- Mustafa Kemal Atatürk, Oxford-New York, Osprey Publishing, 2013. Traduit en turc : Büyük Komutanlar : Mustafa Kemal Atatürk, İstanbul, İş Bankası Kültür Yayınları, 2015.
- Ottomans and Armenians: A Study in Counterinsurgency, New York-Londres, Palgrave MacMillan, 2013. Traduit en turc : Osmanlılar ve Ermeniler. Bir İsyan ve Karşı Harekâtın Tarihi, Istanbul, Timaş, 2015.
- Gallipoli: Command under Fire, Oxford-New York, Osprey Publishing, 2015.
- Palestine: The Ottoman Campaigns of 1914-1918, Barnsley, Pen & Sword Books, 2016.
- « Ottoman Army Artillery in the First World War », dans Sanders Marble (dir.), King of Battle. Artillery in World War I, Leyde-Boston, Brill, 2016.
- Palestine: The Ottoman Campaigns of 1914-1918, Barnsley, Pen & Sword Books, 2016.
- Phase Line Attila. The Amphibious Campaign for Cyprus, 1974, Quantico, Marine Corps University Press, 2019 (avec Mesut Uyar).
- A Global History of Relocation in Counter-Insurgency Warfare, Londres-New York, Bloomsbury, 2019 (direction).
- The Turkish War of Independence. A Military History, 1919-1923, Santa Barbara (Californie), ABC Clio, 2021.

## Décorations
- Bronze Star Medal (1st Oak Leaf)
- Bronze Star Medal
- Legion of Merit
- Joint Service Commendation Medal
- Meritorious Service Medal (cinq citations)
- Army Commendation Medal (quatre citations)
- Defense Meritorious Service Medal